# Atherigona setifemur
Atherigona setifemur är en tvåvingeart som först beskrevs av Malloch 1923.  Atherigona setifemur ingår i släktet Atherigona och familjen husflugor. Inga underarter finns listade i Catalogue of Life.